# Lista de povos indígenas extintos da Rússia
Esta é uma lista de povos indígenas extintos da Rússia. A lista não inclui tribos históricas antigas ou clássicas no período de 4000 a.C. a 500 d.C. A lista inclui tribos da Rússia do ano 500 a 1519, incluindo também grupos ameaçados de extinção e que enfrentam um vórtice de extinção (sendo a sua população a de 500 membros ou menos segundo o censo demográfico de 2002).

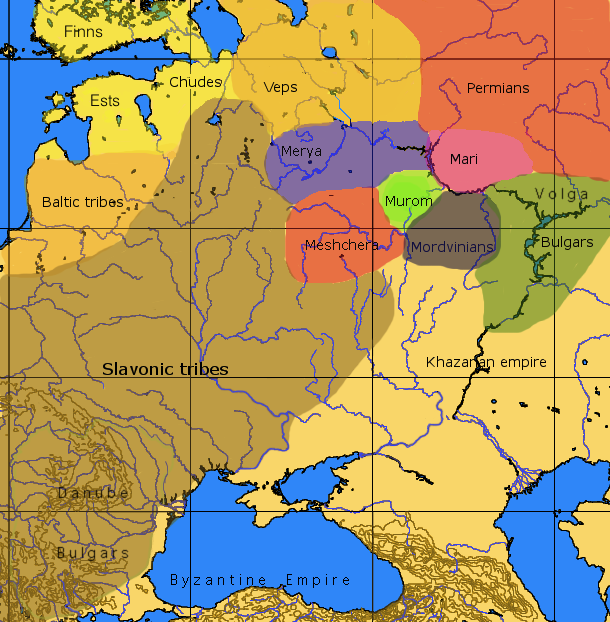
Mapa geral do território russo antes da colonização eslava.

## Povos extintos
A migração eslava começou no século VI e alguns povos indígenas que viviam na Rússia europeia e na Sibéria foram assimilados pelos russos.
- Anaoul Yukaghir : assimilados após o século XVIII.
- Povo Asan : assimilados pelos Evenks durante os séculos XVIII e XIX.
- Bulaqs : conquistados e assimilados pelos russos.
- Chud : extintos após o século XII.
- Kamasins : considerados extintos em 1989. De acordo com o Censo de 2010, a população étnica era apenas composta por 2 cidadãos. Quase todos os Kamasins foram assimilados pelos russos no início do século XX.
- Khodynt Yukaghir : extintos devido a uma praga no final do século XVII.
- Mators : extintos durante a década de 1840, sendo assimilados pelos russos e turcos siberianos.
- Búlgaros do Volga : extintos após um ataque mongol em 1430. No nacionalismo étnico moderno, existe alguma "rivalidade no legado búlgaro".[1] Acredita-se que os tártaros do Volga, Chuvaches e Búlgaros descendem dos protobúlgaros (dos quais os búlgaros do volga faziam parte), bem como (possivelmente) dos bálcaros.
- Finlandeses do Volga
  - Muromians : assimilados pelos russos no século XII.
  - Merya : assimilados pelos russos por volta do ano 1000.
  - Meshchera : assimilados pelos russos no século XVI.
- Yurats Samoieda : assimilados pelo povo siberiano Nenetses no início do século XIX.

## Em perigo de extinção em 2002
- Izhorians : 327 membros
- Kerek : 8 membros
- Russko-ustintsy : 8 membros
- Votos : 73 membros
- Yaskolbinskie Tatar : 3 membros
- Yug : 19 membros
  - Yugens : 1
  - Yugis : 18
- Yupik
  - Considerada extinta a língua Sirenik em 1997. O grupo étnico dos esquimós sireniks não é enumerado no censo, sendo provável que o grupo foi assimilado por um outro grupo étnico maior, como os Yupik.

## Em perigo de extinção desde o censo russo de 2010
- Izhorians : 266 membros
- Votos : 64 membros
- Alyutors : 25 membros
- Kerek : 4 membros
- Yug : 1 membro